# Campeonato Sul-Americano de Hóquei sobre a grama Feminino de 2010
O Campeonato Sul-Americano de Hóquei sobre a grama Feminino de 2010 foi a quarta edição deste torneio. Sua administração e patrocínio foram da Federação Pan-Americana de Hóquei (PAHF). O Brasil sediou este evento, com as partidas tendo sido disputadas na cidade do Rio de Janeiro.
A equipe da Argentina sagrou-se campeã pela quarta vez, homologando sua supremacia sul-americana neste esporte.

## Regulamento e participantes
Tal como ocorrera na edição anterior, esta competição teve duas fases de disputa.
Na primeira fase o sistema foi de pontos corridos, no qual todos os participantes se enfrentaram em turno único. Os posicionamentos desta fase determinaram a as partidas da fase final, que contaram com as disputas pelos quinto e terceiro lugares, além da decisão do título.
Seis participantes se fizeram presentes a este evento, sendo estes as representações de Argentina, Brasil, Chile, Paraguai, Uruguai e Venezuela.

### Eliminatórias para os Jogos Pan-Americanos de 2011
Este Campeonato Sul-Americano outorgou duas vagas para os Jogos Pan-Americanos de 2011, então celebrados na cidade mexicana de Guadalajara.
As equipes que chegaram à decisão deste campeonato confirmaram presença no evento desportivo pan-americano.

## Jogos
Seguem-se, abaixo, as partidas realizadas nesta competição.

### Primeira Fase
1ª rodada
| 3 de abril |      |       |         |  |  |
| Venezuela  | 0–11 | Chile | Reporte |  |  |

| 3 de abril |     |           |         |  |  |
| Uruguai    | 1–4 | Argentina | Reporte |  |  |

| 3 de abril |     |          |         |  |  |
| Brasil     | 0–1 | Paraguai | Reporte |  |  |

2ª rodada
| 4 de abril |      |         |         |  |  |
| Venezuela  | 0–18 | Uruguai | Reporte |  |  |

| 4 de abril |      |          |         |  |  |
| Argentina  | 17–0 | Paraguai | Reporte |  |  |

| 4 de abril |     |        |         |  |  |
| Chile      | 9–0 | Brasil | Reporte |  |  |

3ª rodada
| 7 de abril |      |           |         |  |  |
| Argentina  | 27–0 | Venezuela | Reporte |  |  |

| 7 de abril |      |          |         |  |  |
| Chile      | 12–0 | Paraguai | Reporte |  |  |

| 7 de abril |     |        |         |  |  |
| Uruguai    | 7–0 | Brasil | Reporte |  |  |

4ª rodada
| 8 de abril |      |         |         |  |  |
| Paraguai   | 0–13 | Uruguai | Reporte |  |  |

| 8 de abril |     |       |         |  |  |
| Argentina  | 7–0 | Chile | Reporte |  |  |

| 8 de abril |     |           |         |  |  |
| Brasil     | 5–0 | Venezuela | Reporte |  |  |

5ª rodada
| 9 de abril |     |           |         |  |  |
| Paraguai   | 2–4 | Venezuela | Reporte |  |  |

| 9 de abril |     |       |         |  |  |
| Uruguai    | 1–3 | Chile | Reporte |  |  |

| 9 de abril |      |        |         |  |  |
| Argentina  | 13–0 | Brasil | Reporte |  |  |

#### Classificação final - Primeira Fase
| Equipe    | Pts | J | V | E | D | GF | GC | Saldo |
| --------- | --- | - | - | - | - | -- | -- | ----- |
| Argentina | 15  | 5 | 5 | 0 | 0 | 68 | 1  | +67   |
| Chile     | 12  | 5 | 4 | 0 | 1 | 35 | 8  | +27   |
| Uruguai   | 9   | 5 | 3 | 0 | 2 | 40 | 7  | +33   |
| Brasil    | 3   | 5 | 1 | 0 | 4 | 5  | 30 | -25   |
| Paraguai  | 3   | 5 | 1 | 0 | 4 | 3  | 46 | -43   |
| Venezuela | 3   | 5 | 1 | 0 | 4 | 4  | 63 | -59   |

- Convenções: Pts = pontos, J = jogos, V = vitórias, E = empates, D = derrotas, GF = gols feitos, GC = gols contra, Saldo = diferença de gols.
- Critérios de pontuação: vitória = 3, empate = 1, derrota = 0.
- Argentina e Chile garantiram presença nos Jogos Pan-Americanos de 2011.

### Fase Final

#### Disputa do 5º lugar
| 10 de abril |     |           |         |  |  |
| Paraguai    | 2–1 | Venezuela | Reporte |  |  |

#### Disputa do 3º lugar
| 10 de abril |     |        |         |  |  |
| Uruguai     | 5–0 | Brasil | Reporte |  |  |

#### Disputa do título
| 10 de abril |     |       |         |  |  |
| Argentina   | 4–0 | Chile | Reporte |  |  |

## Título
| Campeonato Sul-Americano de 2010 Hóquei sobre a grama feminino |
| -------------------------------------------------------------- |
| Argentina Campeã (4º título)                                   |